# Garrulax ruficeps
Garrulax ruficeps е вид птица от семейство Leiothrichidae.

## Разпространение
Видът е разпространен в Китай.